# Joe Morton
Joseph Thomas Morton, Jr. (sinh ngày 18 tháng 10 năm 1947) là một nam diễn viên người Mỹ.

## Danh sách phim

### Điện ảnh
| Năm             | Tên                                | Vai                      | Ghi chú |
| --------------- | ---------------------------------- | ------------------------ | ------- |
| 1977            | Between the Lines                  | Ahmed                    |         |
| 1979            | ...And Justice for All             | Prison Doctor            |         |
| 1982            | The Clairvoyant                    | Detective Rich           |         |
| 1983            | Curse of the Pink Panther          | Charlie                  |         |
| 1984            | The Brother from Another Planet    | The Brother              |         |
| 1985            | Trouble in Mind                    | Solo                     |         |
| 1986            | Crossroads                         | Scratch's assistant      |         |
| 1987            | Stranded                           | Sheriff McMahon          |         |
| 1988            | The Good Mother                    | Frank Williams           |         |
| 1988            | Zelly and Me                       | Earl                     |         |
| 1989            | Tap                                | Nicky                    |         |
| 1990            | The Lost Platoon                   | World War II Soldier     |         |
| 1991            | Terminator 2: Judgment Day         | Dr. Miles Bennett Dyson  |         |
| 1991            | City of Hope                       | Wynn                     |         |
| 1992            | Forever Young                      | Cameron                  |         |
| Of Mice and Men | Crooks                             |                          |         |
| 1994            | Speed                              | Lieutenant "Mac" McMahon |         |
| 1994            | The Inkwell                        | Kenny Tate               |         |
| 1995            | The Walking Dead                   | Sergeant Barkley         |         |
| 1996            | Executive Decision                 | Sergeant Matheny         |         |
| 1996            | Lone Star                          | Delmore Payne            |         |
| 1997            | The Pest                           | Mr. Kent                 |         |
| 1997            | Speed 2: Cruise Control            | Captain "Mac" McMahon    |         |
| 1997            | Trouble on the Corner              | Detective Bill           |         |
| 1997            | Miss Evers' Boys                   | Dr. Sam Brodus           |         |
| 1998            | Blues Brothers 2000                | Cabel Chamberlain        |         |
| 1998            | Final Act                          | —                        |         |
| 1998            | Apt Pupil                          | Dan Richler              |         |
| 1999            | Mutiny                             | Thurgood Marshall        |         |
| 1999            | The Astronaut's Wife               | Sherman Reese            |         |
| 2000            | Bounce                             | Jim Weller               |         |
| 2000            | What Lies Beneath                  | Dr. Drayton              |         |
| 2001            | Ali                                | Chauncey Eskridge        |         |
| 2002            | Dragonfly                          | Hugh Campbell            |         |
| 2003            | Thoughtcrimes                      | John Harper              |         |
| 2003            | Paycheck                           | Agent Dodge              |         |
| 2003            | Jasper, Texas                      | Walter Diggles           |         |
| 2004            | Breaking Dawn                      | Professor Simon          |         |
| 2004            | Sunday on the Rocks                |                          |         |
| 2005            | Lenny the Wonder Dog               | Dr. Island               |         |
| 2005            | Back in the Day                    | Rev. James Packer        |         |
| 2005            | Stealth                            | Dick Marshfield          |         |
| 2006            | The Night Listener                 | Ashe                     |         |
| 2007            | American Gangster                  | Charlie Williams         |         |
| 2007            | Badland                            | Max Astin                |         |
| 2008            | La Linea                           | Hodges                   |         |
| 2008            | Wherever You Are                   | Dr. Livingston           |         |
| 2010            | The Mulberry Tree                  | Samuel R. Freeman        |         |
| 2013            | Home                               | Donald Hall              |         |
| 2016            | Batman v Superman: Dawn of Justice | Dr. Silas Stone          |         |
| 2017            | Justice League                     | Dr. Silas Stone          |         |

### Truyền hình
| Năm       | Tên                                      | Vai                      | Ghi chú |
| --------- | ---------------------------------------- | ------------------------ | ------- |
| 1970      | Mission: Impossible                      | Clerk                    |         |
| 1970      | Bracken's World                          | Yule Buford              |         |
| 1973–1974 | Search for Tomorrow                      | James Foster             |         |
| 1975      | Sanford and Son                          | Hal Marshall             |         |
| 1975–1976 | Grady                                    | Hal Marshall             |         |
| 1976      | M*A*S*H                                  | Captain Saunders         |         |
| 1976      | What's Happening!!                       | Department Store Manager |         |
| 1978      | Watch Your Mouth                         | Raymond Geeter           |         |
| 1978      | Lawman Without a Gun                     | Louis                    |         |
| 1979      | Guiding Light                            | Dan Stennis              |         |
| 1980      | Death Penalty                            | William Terry            |         |
| 1981      | We're Fighting Back                      | Elgin Jones              |         |
| 1983      | Another World                            | Dr. Abel Marsh           |         |
| 1983      | American Playhouse                       | Carl Hatch               |         |
| 1985      | Miami Vice                               | Lt. Jack Davis           |         |
| 1986      | Who's the Boss?                          | Limo Driver              |         |
| 1987–1989 | The Equalizer                            | Carter Brock / Slate     |         |
| 1988      | Hostile Witness                          | Tandy                    |         |
| 1988      | Alone in the Neon Jungle                 | Ken Fraker               |         |
| 1989      | Howard Beach: Making The Case for Murder | Cedric Sandiford         |         |
| 1989      | A Man Called Hawk                        | Rev. Marvin Lewis        |         |
| 1990–1991 | Equal Justice                            | Mike James               |         |
| 1990      | Challenger                               | Dr. Ronald McNair        |         |
| 1992      | Law & Order                              | Roland Books             |         |
| 1992      | A Different World                        | Byron Douglas III        |         |
| 1992      | Legacy of Lies                           | Samuel Flowers           |         |
| 1993      | TriBeCa                                  | Carlton Thomas           |         |
| 1994      | Homicide: Life on the Street             | Sam Thorn                |         |
| 1994      | New York Undercover                      | Dean/Dinah               |         |
| 1995      | Under One Roof                           | Ron Langston             |         |
| 1995      | New York News                            | Mitch Cotter             |         |
| 1995      | In the Shadow of Evil                    | Lt. Royce                |         |
| 1996      | Touched by an Angel                      | Jake Stone               |         |
| 1996      | Jack Reed: Death and Vengeance           | Gordon Thomas            |         |
| 1997–2000 | Prince Street                            | Lieutenant Tom Warner    |         |
| 1998      | Dellaventura                             | Councilman Caulder       |         |
| 1998–1999 | Mercy Point                              | Dr. Grote Maxwell        |         |
| 1999–2008 | American Experience                      | Narrator                 |         |
| 1999      | Y2K                                      | Martin Lowell            |         |
| 2000–2005 | Law & Order                              | Leon Chiles              |         |
| 2000      | The X-Files                              | Martin Wells             |         |
| 2000      | Ali: An American Hero                    | Malcolm X                |         |
| 2001–2002 | Smallville                               | Dr. Steven Hamilton      |         |
| 2002      | Touched by an Angel                      | Martin                   |         |
| 2002      | All My Children                          | Zeke McMillan            |         |
| 2002      | The Practice                             | U.S. Attorney            |         |
| 2003      | Law & Order: Special Victims Unit        | Ray Bevins               |         |
| 2004      | The Jury                                 | James Byron Milton       |         |
| 2004      | Whoopi                                   | Martin James             |         |
| 2005–2006 | E-Ring                                   | Steve Algazi             |         |
| 2005      | JAG                                      | Elroy Johnson            |         |
| 2005      | House                                    | Gary H. Wright           |         |
| 2005      | CSI: NY                                  | Dwight Hillborne         |         |
| 2006–2012 | Eureka                                   | Henry Deacon             |         |
| 2007      | Numb3rs                                  |                          |         |
| 2008      | Boston Legal                             | Attorney Steve Duprey    |         |
| 2009–2011 | The Good Wife                            | Daniel Golden            |         |
| 2009      | Warehouse 13                             | Reverend John Hill       |         |
| 2009      | Brothers & Sisters                       | Peter Madsen             |         |
| 2009      | Great Performances                       | Eugene Bullard           |         |
| 2010      | White Collar                             | Kyle Bancroft            |         |
| 2012      | Coma                                     | Dr. Nelson               |         |
| 2013–2018 | Scandal                                  | Eli Rowan Pope           |         |
| 2015      | Proof                                    | Dr. Charles Richmond     |         |
| 2015–2016 | Grace and Frankie                        | Jason                    |         |
| 2015      | Cleveland Abduction                      | Agent Solano             |         |
| 2016      | Dinner in America with Brett Gelman      |                          |         |
| 2016      | All the Way                              | Roy Wilkins              |         |

### Trò chơi điện tử
| Năm  | Tên                           | Vai                |
| ---- | ----------------------------- | ------------------ |
| 2003 | Ghost Hunter                  | Professor Richmond |
| 2004 | Grand Theft Auto: San Andreas | Radio Commercial   |